# Anselmo de Moraes
Anselmo de Moraes – noto solo come Anselmo – (San Paolo, 20 febbraio 1989) è un calciatore brasiliano, centrocampista del Johor Darul Ta'zim.

## Biografia
È sposato con Luiza dal 14 luglio 2012.

## Caratteristiche tecniche
Può ricoprire tutti i ruoli del centrocampo, soprattutto quello di centrale nel 4-4-2 o davanti alla difesa (volante) con compiti di interdizione prettamente difensivi, oppure come esterno su entrambe le fasce. Al Genoa, il tecnico Luigi Delneri lo ha utilizzato come mezzala.
Dotato di tecnica e visione di gioco, talvolta si inserisce in area senza il possesso della palla, con una velocità disarmante  conclude a rete dalla distanza, anche lunghissima oppure serve assist deliziosi per i compagni. È abile nel tackle, nel dribbling funambolico e nel gioco palla a terra. Nel 2010 viene inserito da Don Balon nella lista dei migliori talenti nati dopo il 1989, posizionandosi al sesto posto nella speciale classifica.

## Carriera
Cresciuto nel Palmeiras, nella stagione 2010 gioca 2 partite nel campionato Paulista esordendo il 28 gennaio 2010 nella partita vinta per 1-0 in trasferta contro il Monte Azul della quarta giornata: entra in campo all'85' al posto di João Arthur. Con la prima squadra gioca un'altra partita, ancora da subentrato, nel 17º turno di campionato. Nella stagione 2011, invece, disputa 10 incontri con la seconda squadra nel campionato Paulista Série A2, segnando un gol, quello del pareggio per 1-1 in trasferta contro il XV de Piracicaba. Nella quinta apparizione con la seconda squadra, in São José-Palmeiras II (2-1), gioca per la prima volta da titolare, mantenendo il posto fino all'ultima presenza con questa maglia (il 27 marzo 2011, 18ª giornata).
Conclude la stagione 2011 passando in prestito al Grêmio Barueri, in Série B, con cui esordisce il 28 maggio in Grêmio Barueri-Bragantino (3-2), giocando titolare. Con questa maglia gioca positivamente 19 incontri, tutti da titolare tranne nell'ultima apparizione, segnando un gol; un infortunio l'ha tenuto lontano dai campi per due mesi.
Non venendo riscattato e dopo aver prolungato il contratto col Palmeiras per altri tre anni, nella stagione successiva si mette in mostra nel São Caetano, ancora in prestito e ancora in Série B. Nella prima parte della positiva stagione, fino ad aprile, gioca nel campionato Paulista, ottenendo 14 presenze tutta da titolare tranne in un'occasione; da maggio 2012 gioca 4 partite nel campionato nazionale, due da titolare e altrettante da subentrato. Fino a febbraio, in 7 partite, ha eseguito 36 tackle vincenti con una media di 5,1 a gara.
Il 9 luglio 2012 viene acquistato dalla società italiana del Genoa, con cui firma un contratto quadriennale, per volontà dell'allora General Manager Pietro Lo Monaco; scoperto da quest'ultimo durante la partita São Caetano-São Paulo del 28 gennaio e pagato 2,4 milioni di dollari (poco più di un milione di euro), esordisce da titolare in Serie A il 23 settembre in Lazio-Genoa (0-1) valida per la quarta giornata di campionato. Colleziona altre 4 presenze con la maglia rossoblu, per un totale di 5 apparizioni fino a dicembre, partendo dalla panchina. A fine ottobre e poi ancora a inizio novembre resta fermo per degli infortuni; rimediando nella seconda occasione una lesione muscolare di secondo grado al gemello mediale del polpaccio destro.
Nella sessione invernale del calciomercato Lo Monaco, ritenuto dal giocatore «un padre padrone», e divenuto nel frattempo amministratore delegato del Palermo, lo porta proprio nella squadra rosanero: il 3 gennaio 2013, infatti, Palermo e Genoa si scambiano le compartecipazioni di Anselmo ed Eros Pisano, col brasiliano che veste la maglia nº 14. Esordisce in maglia rosanero alla prima gara utile, cioè Parma-Palermo (2-1) del 6 gennaio valida per la 19ª giornata di campionato: è subentrato al 68' a Giulio Sanseverino; nella successiva partita gioca invece per la prima volta da titolare col Palermo, in Napoli-Palermo (3-0) della 20ª giornata. Mai schierato da Alberto Malesani, torna in campo con il rientrante Gian Piero Gasperini, da titolare, nella gara della 28ª giornata persa per 2-1 contro il Siena: è sua la rete del Palermo, sua prima marcatura in Italia, l'unica stagionale; esce nell'intervallo per far posto a Nélson. Sarà questa la sua ultima presenza, la quinta, nella stagione conclusasi con la retrocessione dei rosanero, sancita il 12 maggio 2013 dalla sconfitta esterna per 1-0 contro la Fiorentina della 37ª giornata; anche Giuseppe Sannino, tecnico che ha guidato la squadra nel finale di stagione (così come all'inizio della stessa, ma Anselmo militava nel Genoa), non lo utilizza mai.
Il 20 giugno, termine ultimo per le risoluzioni delle compartecipazioni, né Palermo né Genoa fanno un'offerta per il cartellino del giocatore, che resta quindi nell'ultima società che lo ha tesserato. In seguito non viene convocato per il ritiro estivo in vista della stagione 2013-2014, e il 16 luglio risolve consensualmente il contratto col Palermo.
Il 26 luglio si trasferisce al São Caetano, nella seconda serie brasiliana, dove stupisce gli addetti ai lavori siglando goal a grappoli.

## Statistiche

### Presenze e reti nei club
Statistiche aggiornate al 10 marzo 2013.
| Stagione        | Squadra         | Campionato      | Campionato | Campionato | Coppe nazionali | Coppe nazionali | Coppe nazionali | Coppe continentali | Coppe continentali | Coppe continentali | Altre coppe | Altre coppe | Altre coppe | Totale | Totale |
| Stagione        | Squadra         | Comp            | Pres       | Reti       | Comp            | Pres            | Reti            | Comp               | Pres               | Reti               | Comp        | Pres        | Reti        | Pres   | Reti   |
| --------------- | --------------- | --------------- | ---------- | ---------- | --------------- | --------------- | --------------- | ------------------ | ------------------ | ------------------ | ----------- | ----------- | ----------- | ------ | ------ |
| 2010            | Palmeiras       | A1/SP           | 2          | 0          | -               | -               | -               | -                  | -                  | -                  | -           | -           | -           | 2      | 0      |
| 2011            | Palmeiras II    | A2/SP           | 10         | 7          | -               | -               | -               | -                  | -                  | -                  | -           | -           | -           | 10     | 7      |
| 2011            | Grêmio Barueri  | B               | 19         | 13         | -               | -               | -               | -                  | -                  | -                  | -           | -           | -           | 19     | 13     |
| 2012            | São Caetano     | A1/SP+B         | 14+4       | 11         | -               | -               | -               | -                  | -                  | -                  | -           | -           | -           | 28     | 11     |
| 2012-gen. 2013  | Genoa           | A               | 5          | 0          | CI              | 0               | 0               | -                  | -                  | -                  | -           | -           | -           | 5      | 0      |
| gen.-giu. 2013  | Palermo         | A               | 5          | 1          | CI              | -               | -               | -                  | -                  | -                  | -           | -           | -           | 5      | 1      |
| Totale carriera | Totale carriera | Totale carriera | 69         | 32         |                 | 0               | 0               |                    | -                  | -                  |             | -           | -           | 69     | 32     |